# Списак споменика ЈВУО
Списак споменика посвећених Југословенској војсци у Отаџбини и њеним истакнутим припадницима, који се налазе на територији Републике Србије, Републике Српске, Италије, Канаде и Аустралије. Списак није потпун и садржи само оне споменике за које постоје расположиве фотографије.

## Спомен-комплекс „Равна гора”
| Спомен-комплекс „Равна гора” |                                                         |                                            |                                                           | |          |
| Слика                        | назив целине                                            | локација                                   | посвећен                                                  | аутор/и и година постављања                                                                           | напомена |
|                              | Споменик армијском генералу Драгољубу Дражи Михаиловићу | Равна гора, Коштунићи код Горњег Милановца | армијском генералу Драгољубу Дражи Михаиловићу            | вајар Драган Николић, 1992.                                                                           | —        |
|                              | Црква Светог Георгија                                   | Равна гора, Коштунићи код Горњег Милановца | Светом великомученику Георгију                            | архитекта др Предраг Пеђа Ристић, 1995-1998                                                           | —        |
|                              | Спомен-дом                                              | Равна гора, Коштунићи код Горњег Милановца | палим борцима НОВЈ и Црвене армије за ослобођење Београда | редовни професор Архитектонског факултета Универзитета у Београду архитекта Спасоје Крунић, 1998-2000 | —        |

## Споменици истакнутим припадницима ЈВУО
| Споменици истакнутим припадницима ЈВУО |                                                    |                                |                                   |                                                                        |
| Слика                                  | назив споменика                                    | локација                       | аутор/и и година постављања       | напомена                                                               |
|                                        | Споменик Дражи Михаиловићу                         | Ивањица                        | април 2003.                       | Споменик испред Кушића хана                                            |
|                                        | Драгољуб Михаиловић                                | Ниш                            |                                   |                                                                        |
|                                        | Крст на месту наводног гроба Драгољуба Михаиловића | Ада Циганлија, Београд         |                                   | —                                                                      |
|                                        | Споменик Дражи Михаиловићу                         | Бинбрук, код Хамилтона, Канада | вајар Зиги Пушта, септембар 2001. | —                                                                      |
|                                        | Драгољуб Михаиловић                                | Сиднеј                         | —                                 | —                                                                      |
|                                        | Драгољуб Михаиловић                                | Канбера                        | —                                 | Биста се налази у оквиру Српског националног центра "Дража Михаиловић" |
|                                        | Доброслав Јевђевић                                 | Рим                            | —                                 | биста се налази на протестантском гробљу                               |
|                                        | Урош Дреновић                                      | Стричићи                       | —                                 | Надгробни споменик                                                     |
|                                        | Светомир Ђукић                                     | Ваљево                         | —                                 | —                                                                      |
|                                        | Спомен-плоча мисије Халијард                       | Галовића поље, Прањани         | —                                 | —                                                                      |